# Chemaudin et Vaux
Chemaudin et Vaux est une commune nouvelle située dans le département du Doubs, la région culturelle et historique de Franche-Comté et la région administrative Bourgogne-Franche-Comté, créée le 1er janvier 2017.
Elle regroupe les communes de Chemaudin et de Vaux-les-Prés. Son chef-lieu se situe à Chemaudin,.

## Géographie

### Localisation
La commune est à une dizaine de kilomètres au sud-ouest de Besançon.

### Communes limitrophes
| Mazerolles-le-Salin  | Champagney Champvans-les-Moulins | Serre-les-Sapins |
| Villers-Buzon        | Chemaudin et Vaux                | Franois          |
| Dannemarie-sur-Crète |                                  | Grandfontaine    |

### Transport
La commune est desservie par les lignes  57  58  du réseau de transport en commun Ginko.

### Climat
Pour des articles plus généraux, voir Climat de la Bourgogne-Franche-Comté et Climat du Doubs.
En 2010, le climat de la commune est de type climat des marges montargnardes, selon une étude du Centre national de la recherche scientifique s'appuyant sur une série de données couvrant la période 1971-2000. En 2020, Météo-France publie une typologie des climats de la France métropolitaine dans laquelle la commune est exposée à un climat semi-continental et est dans la région climatique Jura, caractérisée par une forte pluviométrie en toutes saisons (1 000 à 1 500 mm/an), des hivers rigoureux et un ensoleillement médiocre.
Pour la période 1971-2000, la température annuelle moyenne est de 10,5 °C, avec une amplitude thermique annuelle de 17,2 °C. Le cumul annuel moyen de précipitations est de 1 125 mm, avec 12,6 jours de précipitations en janvier et 9,5 jours en juillet. Pour la période 1991-2020, la température moyenne annuelle observée sur la station météorologique de Météo-France la plus proche, « Dannemarie-sur-Crète », sur la commune de Dannemarie-sur-Crète à 3 km à vol d'oiseau, est de 11,3 °C et le cumul annuel moyen de précipitations est de 1 066,6 mm. 
La température maximale relevée sur cette station est de 39,9 °C, atteinte le 25 juillet 2019 ; la température minimale est de −22 °C, atteinte le 9 janvier 1985,,.
| Mois                                  | jan.           | fév.           | mars           | avril         | mai           | juin          | jui.          | août          | sep.           | oct.          | nov.            | déc.            | année     |
| ------------------------------------- | -------------- | -------------- | -------------- | ------------- | ------------- | ------------- | ------------- | ------------- | -------------- | ------------- | --------------- | --------------- | --------- |
| Température minimale moyenne (°C)     | −0,4           | −0,3           | 2,5            | 5             | 8,9           | 12,3          | 14,1          | 13,8          | 10,5           | 7,3           | 3               | 0,4             | 6,4       |
| Température moyenne (°C)              | 2,8            | 3,7            | 7,5            | 10,8          | 14,7          | 18,3          | 20,2          | 20            | 16,1           | 12            | 6,5             | 3,4             | 11,3      |
| Température maximale moyenne (°C)     | 6              | 7,8            | 12,5           | 16,5          | 20,5          | 24,3          | 26,3          | 26,2          | 21,7           | 16,7          | 10              | 6,3             | 16,2      |
| Record de froid (°C) date du record   | −22 09.01.1985 | −15 11.02.1986 | −14,9 01.03.05 | −4,3 08.04.21 | −1,4 06.05.19 | 2,4 03.06.06  | 6,5 03.07.11  | 4 31.08.1986  | 0,5 30.09.1987 | −6 31.10.1997 | −10 27.11.1985  | −19,5 20.12.09  | −22 1985  |
| Record de chaleur (°C) date du record | 16,8 30.01.02  | 22,3 24.02.21  | 25,4 31.03.21  | 28,1 21.04.18 | 32,7 25.05.09 | 36,7 27.06.19 | 39,9 25.07.19 | 39,3 12.08.03 | 34,3 14.09.20  | 30 07.10.09   | 23,1 11.11.1995 | 20,5 16.12.1989 | 39,9 2019 |
| Précipitations (mm)                   | 77,8           | 73,4           | 78,7           | 80,1          | 101,8         | 86,4          | 80,8          | 88,2          | 90,2           | 107,5         | 104,3           | 97,4            | 1 066,6   |

| Diagramme climatique                                  |             |             |           |              |              |              |              |              |              |          |            |
| J                                                     | F           | M           | A         | M            | J            | J            | A            | S            | O            | N        | D          |
| 6−0,477,8                                             | 7,8−0,373,4 | 12,52,578,7 | 16,5580,1 | 20,58,9101,8 | 24,312,386,4 | 26,314,180,8 | 26,213,888,2 | 21,710,590,2 | 16,77,3107,5 | 103104,3 | 6,30,497,4 |
| Moyennes : • Temp. maxi et mini °C • Précipitation mm |             |             |           |              |              |              |              |              |              |          |            |

Les paramètres climatiques de la commune ont été estimés pour le milieu du siècle (2041-2070) selon différents scénarios d'émission de gaz à effet de serre à partir des nouvelles projections climatiques de référence DRIAS-2020. Ils sont consultables sur un site dédié publié par Météo-France en novembre 2022.

## Urbanisme

### Typologie
Au 1er janvier 2024, Chemaudin et Vaux est catégorisée bourg rural, selon la nouvelle grille communale de densité à 7 niveaux définie par l'Insee en 2022.
Elle est située hors unité urbaine. Par ailleurs la commune fait partie de l'aire d'attraction de Besançon, dont elle est une commune de la couronne,. Cette aire, qui regroupe 310 communes, est catégorisée dans les aires de 200 000 à moins de 700 000 habitants,.

## Toponymie
Voir celles des anciennes communes.

## Histoire
Les premières traces d'occupation humaine remontent au néolithique (âge de la pierre polie) puis à l'âge du bronze. Lors de fouilles dans les grottes de Vaux, des silex et des poteries ont été trouvés. Pendant la guerre de 10 ans, les deux villages furent ruinés. Après la conquête française en 1678, un siècle de paix permet un essor démographique jusqu’au début du XIXe siècle, puis la population décline lentement avant d'amorcer un redressement qui s'accentue à partir des années 1960 du fait de la proximité de Besançon.
En 1789, la révolution donne lieu à des affrontements entre « patriotes » et « révolutionnaires ». L' « insurrection de Chemaudin » est un des événements importants de ces années troublées. En 1795, un prêtre émigré, Gabriel Bourgeois, ancien vicaire du village, est transféré à Dijon avec quelques prévenus sous la garde de six gendarmes. La petite troupe est attaquée par plusieurs centaines d'habitants de Chemaudin et de Vaux qui délivrent leur prêtre. Après un procès, les accusés sont condamnés à des peines de prison et à des amendes.
Jusqu'à la seconde guerre mondiale la population vivait principalement de polyculture à base céréalière associée à l'élevage bovin. Le vignoble tenait aussi une place importante.

## Politique et administratione

### Conseil municipal
Jusqu'aux prochaines élections municipales de 2020, le conseil municipal de la nouvelle commune est constitué de l'ensemble des conseillers municipaux des anciennes communes.
| Nom               | Code Insee | Intercommunalité            | Superficie (km2) | Population (dernière pop. légale) | Densité (hab./km2) |
| ----------------- | ---------- | --------------------------- | ---------------- | --------------------------------- | ------------------ |
| Chemaudin (siège) | 25147      | CU Grand Besançon Métropole | 7,30             | 1 500 (2014)                      | 205                |
| Vaux-les-Prés     | 25593      | CU Grand Besançon Métropole | 5,14             | 369 (2014)                        | 72                 |

### Liste des maires
| Période      | Période                     | Identité                                         | Étiquette | Qualité              |
| ------------ | --------------------------- | ------------------------------------------------ | --------- | -------------------- |
| janvier 2017 | En cours (au 1er juin 2020) | Gilbert Gavignet, Réélu pour le mandat 2020-2026 | DVD       | Agriculteur retraité |

## Population et société

### Démographie
L'évolution du nombre d'habitants est connue à travers les recensements de la population effectués dans la commune depuis sa création.

En 2022, la commune comptait 2 114 habitants, en évolution de +11,85 % par rapport à 2016 (Doubs : +1,88 %, France hors Mayotte : +2,11 %).
| 2015  | 2020  | 2022  |
| ----- | ----- | ----- |
| 1 875 | 2 067 | 2 114 |

## Économie
Il convient de se reporter aux articles consacrés aux anciennes communes fusionnées.

## Culture locale et patrimoine
- L'église Saint-Alban de Chemaudin, construite en 1737 dans un style classique mais de conception assez remarquable, est inscrite à l'inventaire des monuments historiques[16],[17].

Le clocher-porche, rare dans la région, est surmonté d'une croix et d'un coq fixé par un piédouche exceptionnel. Dès sa conception, la couverture du clocher a été réalisée en zinc ou en fer blanc. Le clocher a été restauré en 1995. L'église abrite notamment un retable de 1750, dessiné par Nicolas Nicole ainsi que trois tableaux du peintre Guillot.
- L'église Saint-Ferréol-et-Saint-Ferjeux de Vaux-les-Prés
- La fontaine de la République surmontée d’une Marianne à Chemaudin.
- La fontaine-lavoir-abreuvoir située en extérieur du village, route RD 11 direction Villers-Buzon, construite en 1845 sous la direction de l’architecte franc-comtois Maximilien Painchaux[19].
- Le lavoir-abreuvoir de Vaux-les-Prés.

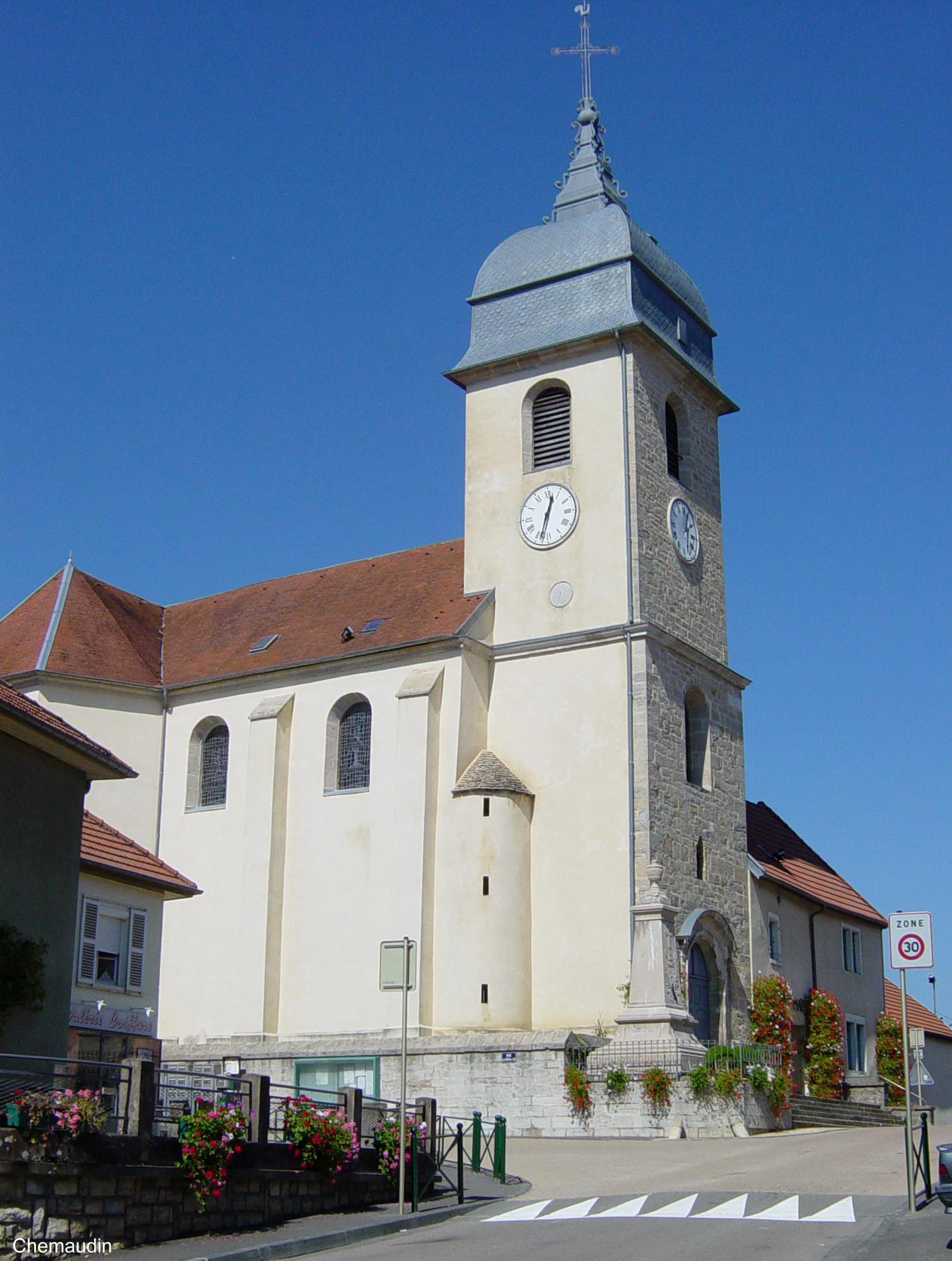
L'église de Chemaudin.
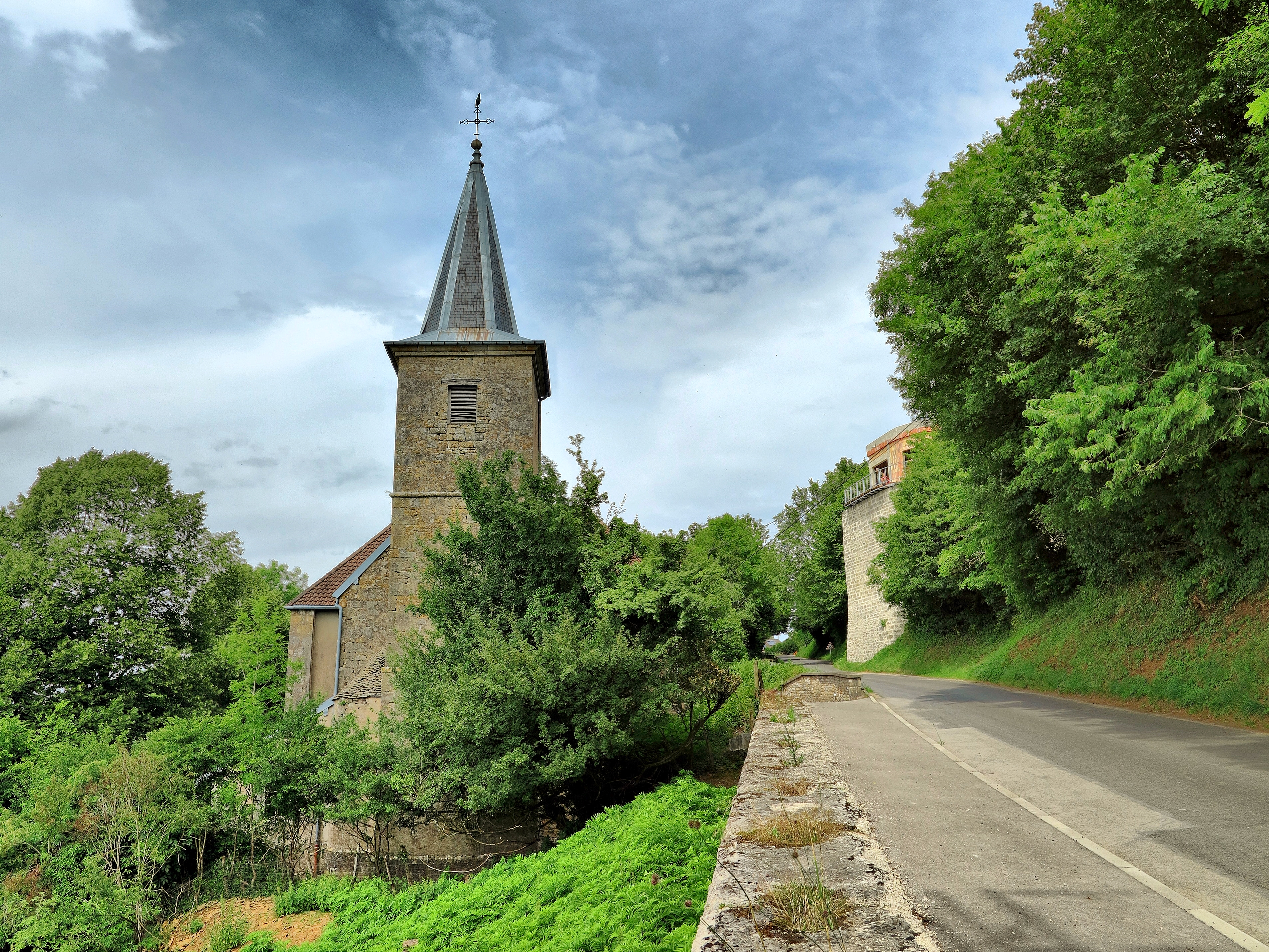
L'église de Vaux-les-Prés.
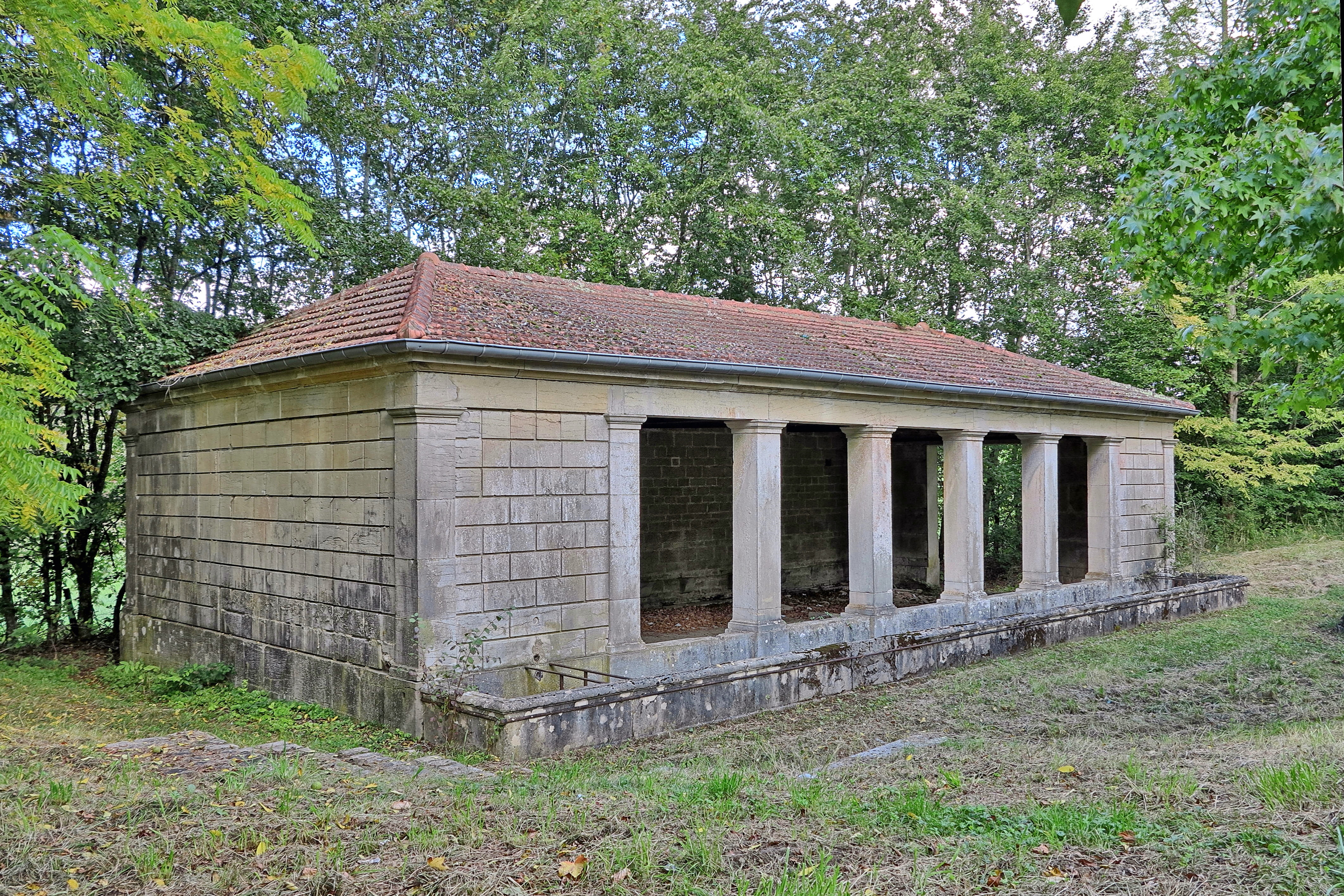
Le lavoir au bord de la RD 11.
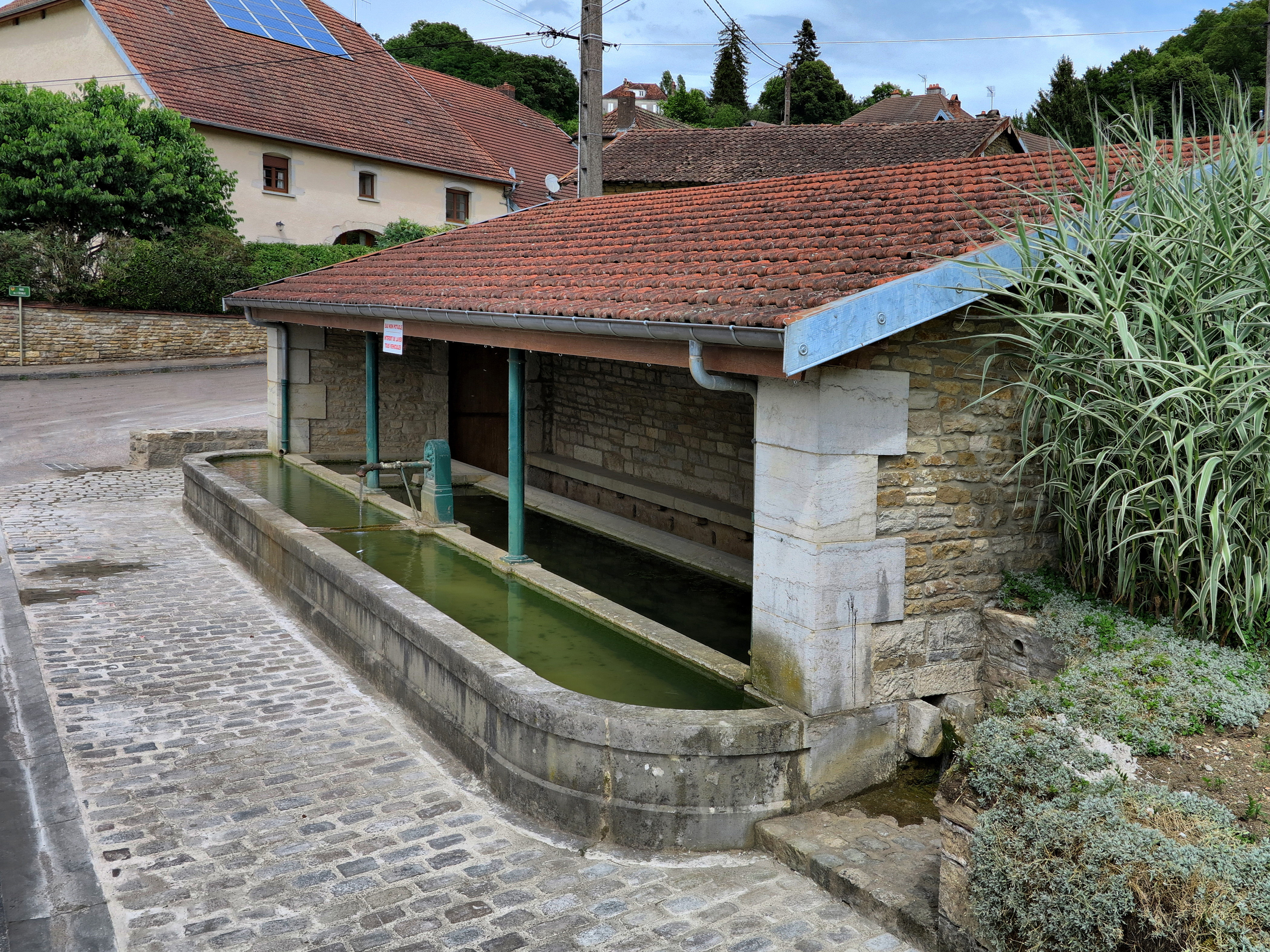
Le lavoir-abreuvoir de Vaux-les-Prés.